# Vudmat
Vudmat (nemško Wudmath) je naselje v Občini Vernberk v Okraju Beljak-dežela na Koroškem v Avstriji.